# Читинская государственная медицинская академия
Чити́нская госуда́рственная медици́нская акаде́мия (ЧГМА) — один из восьми государственных вузов г. Читы.
Включает в себя 5 факультетов (лечебный, стоматологический, педиатрический, ВСО и факультет повышения квалификации), центр довузовской подготовки, научно-исследовательский институт медицинской экологии и стоматологическую клинику. Ведется обучение по 25 специальностям.
В России только несколько медицинских вузов, в том числе ЧГМА, имеют на своей базе стоматологическую клинику.
После окончания академии по специальности работают 95 % выпускников, что свидетельствует о высокой потребности в медицинском персонале в Забайкальском крае и на Дальнем Востоке.

## Информация
На 2002 год около 2 500 студентов обучались по четырём специальностям (лечебное дело, стоматология, педиатрия, высшее сестринское образование). Работал факультет повышения квалификации и профессиональной переподготовки специалистов. Подготовлено около 20 000 врачей, что составило 90 % врачей бывшей Читинской области и 75 % врачей Бурятии. В 2002 году появилась новая стоматологическая клиника. Подготовка научно-педагогических кадров ведется через аспирантуру по 14 специальностям и докторантуру по 2 специальностям.

## История
Читинский медицинский институт был основан 3 июля 1953 года на основе переведенного в Читу Пермского стоматологического института.
Наибольший вклад в развитие ЧГМА был внесен ректором академии действительным членом РАМН В. Н. Ивановым. В его честь в 1999 году на здании главного учебного корпуса была установлена мемориальная доска.

## Профессорско-преподавательский состав
Профессорско-преподавательский состав включает 331 человек, в том числе 41 доктор медицинских наук, 177 кандидатов наук, 26 профессоров, 73 доцента, а также 10 действительных членов и членов-корреспондентов отечественных и зарубежных академий наук, 14 заслуженных врачей Российской Федерации и Бурятии, заслуженные деятели науки Российской Федерации, отличники Высшей школы и просвещения Российской Федерации, отличники здравоохранения. В 1955-2023 гг. в академии работал академик РАЕН Б. И. Кузник, ученый-физиолог с мировым именем, чья научная деятельность была нацелена на изучение сосудисто-тромбоцитарного гемостаза.

## Ректоры
| ФИО            | Годы работы |
| -------------- | ----------- |
| М. В. Костылев | 1953 — 1954 |
| Ю. Д. Рыжков   | 1954 — 1963 |
| Ю. М. Герусов  | 1963 — 1967 |
| В. Г. Кузьмин  | 1967 — 1974 |
| В. И. Акопов   | 1974 — 1979 |
| В. Н. Иванов   | 1979 — 1999 |
| А. В. Говорин  | 1999 — 2020 |
| Д. Н. Зайцев   | 2020 – 2024 |
| Н.В. Ларева    | И.о с 2024  |